# Recreatiegebied Zeumeren
Recreatiegebied Zeumeren, vaak kortweg Zeumeren genoemd, is een recreatiegebied nabij Voorthuizen binnen de Nederlandse gemeente Barneveld. Het is ontstaan door zandwinning in het Zeumerse gat, die nog steeds plaatsvindt. Leisurelands beheert Zeumeren als recreatieplas. De Zeumerse beek vindt hier zijn oorsprong, ze mondt uit in de Esvelder beek.

## Bezoekers
Het recreatiegebied trekt per jaar zo'n 400.000 bezoekers. Behalve zomerrecreanten gaat het hierbij om wandelaars die in de winter de Dieren-ABC wandelroute rond het Zeumersegat volgen. De totale omvang van het recreatiegebied is zo'n 77 hectare. Het telt drie stranden met een totale lengte van 750 meter. Zeumeren trekt vooral veel bezoekers van de campings in de buurt en uit het nabijgelegen Voorthuizen en Barneveld.

## Activiteiten en voorzieningen
Op het recreatiegebied bevindt zich een pitch & putt golfbaan. Hier golft men op een afstand van maximaal 90 meter afstand tot de tee. Ook is er een minigolfbaan en wordt de mogelijkheid geboden om te footgolfen.
Tot de watersportmogelijkheden behoren suppen, waterskiën en waterfietsen.
In het jaar 2009 werd Simsaland geopend dat later verder ging onder de naam Schateiland.
Op en aan het stand bevinden zich diverse eet- en drinkgelegenheden.

## Evenementen
Ieder jaar is er op Zeumeren een oudjaarsduik. Eens per jaar wordt het dancefestival Sunbeat hier georganiseerd. Sinds 2018 vindt het festival Gelderpop hier plaats. Ieder jaar wordt in het voorjaar het Mega Piraten Festijn gehouden.

## Archeologie
Voorafgaand aan uitbreidingswerkzaamheden aan de recreatieplas vonden archeologen in oktober 2013 restanten van een boerderij uit de achtste eeuw.